# Payerbach
Payerbach är en ort och kommun  i Österrike. Den ligger i distriktet Neunkirchen i förbundslandet Niederösterreich, 70 kilometer söder om huvudstaden Wien. Orten ligger vid Semmeringbanan.
Kommunen består av åtta orter (Ortschaften) (inom parentes invånarantal 1 januari 2024):
- Geyerhof (15)
- Kreuzberg (112)
- Küb (199)
- Mühlhof (77)
- Payerbach (1 103)
- Pettenbach (173)
- Schmidsdorf (311)
- Werning (83)